# Rugby 15 en los Juegos Asiáticos 2002
El Rugby en los Juegos Asiáticos de 2002 se disputó entre el 5 y 13 de octubre de 2002 en el Ulsan Public Stadium, participaron 4 selecciones de Asia.

## Resultados
| Pos | Países        | Partidos | Partidos | Partidos | Partidos | Tantos | Tantos | Tantos | Pts |
| Pos | Países        | J        | G        | E        | P        | PF     | PC     | DP     | Pts |
| --- | ------------- | -------- | -------- | -------- | -------- | ------ | ------ | ------ | --- |
| 1   | Corea del Sur | 3        | 3        | 0        | 0        | 165    | 60     | +105   | 6   |
| 2   | Japón         | 3        | 2        | 0        | 1        | 239    | 70     | +169   | 4   |
| 3   | China Taipéi  | 3        | 1        | 0        | 2        | 90     | 144    | -54    | 2   |
| 3   | Sri Lanka     | 3        | 0        | 0        | 3        | 34     | 255    | -220   | 0   |

#### Resultados
| 5 de octubre | Corea del Sur | 70 - 11 | Sri Lanka |  |  |

| 5 de octubre | Japón | 76 - 19 | China Taipéi |  |  |

| 9 de octubre | Japón | 129 - 6 | Sri Lanka |  |  |

| 9 de octubre | Corea del Sur | 50 - 15 | China Taipéi |  |  |

| 13 de octubre | China Taipéi | 56 - 10 | Sri Lanka |  |  |

| 13 de octubre | Corea del Sur | 45 - 34 | Japón |  |  |